# Station Gent-Heirnis
Het station Gent-Heirnis is een voormalige spoorweghalte in de stad Gent langs spoorlijn 58 (Gent-Eeklo) in de wijk Heirnis. Er is een nabijgelegen station genaamd Gent-Dampoort.
Het station werd vermoedelijk geopend rond 1875. Het heeft een stationsgebouw dat recentelijk is gerenoveerd, het is nu een kinderdagverblijf. Dagelijks passeren er nog vele treinen het voormalige station.
0,0: Gent-Sint-Pieters ·
1,3: Gentbrugge-Zuid ·
2,0: Gentbrugge ·
3,1: Gent-Heirnis ·
4,0: Gent-Dampoort ·
6,1: Gent-Muide ·
8,4: Wondelgem ·
9,1: Molenheide ·
10,9: Evergem ·
14,0: Sleidinge ·
16,0: Eeksken ·
17,8: Arisdonk ·
18,8: Waarschoot ·
22,7: Eeklo ·
23,9: Boelare ·
27,8: Balgerhoeke ·
29,9: Adegem ·
32,7: Maldegem ·
37,1: Donk ·
41,6: Sijsele ·
45,7: Assebroek ·
48,3: Steenbrugge ·
51,4: Brugge